# Championnats panaméricains de judo 2020
Navigation
Édition précédente Édition suivante
Les championnats panaméricains de judo 2020, quarante-cinquième édition des championnats panaméricains de judo, ont lieu du 20 au 22 novembre 2020 à Guadalajara, au Mexique.
La compétition devait initialement se dérouler du 17 au 19 avril 2020 à Montréal au Canada, avant le report de la compétition en raison de la pandémie de Covid-19.

## Podiums

### Femmes
| Épreuves                          | Or                          | Argent             | Bronze                               |
| --------------------------------- | --------------------------- | ------------------ | ------------------------------------ |
| Moins de 48 kg poids super-légers | Paula Pareto                | Edna Carrillo      | Keisy Perafan Mary Dee Vargas Ley    |
| Moins de 52 kg poids mi-légers    | Ecaterina Guica             | Luz Olvera         | Nahomys Acosta Batte Larissa Pimenta |
| Moins de 57 kg poids légers       | Miryam Roper                | Leilani Akiyama    | Arnaes Odelin Garcia Jessica Pereira |
| Moins de 63 kg poids mi-moyens    | Catherine Beauchemin-Pinard | Anriquelis Barrios | Alisha Galles Ketleyn Quadros        |
| Moins de 70 kg poids moyens       | Maria Portela               | María Pérez        | Elvismar Rodríguez Chantal Wright    |
| Moins de 78 kg poids mi-lourds    | Vanessa Chalá               | Nefeli Papadakis   | Diana Brenes Karen León              |
| Plus de 78 kg poids lourds        | Maria Suelen Altheman       | Beatriz Souza      | Yuliana Bolívar Gonzáles             |

### Hommes
| Épreuves                          | Or                | Argent              | Bronze                                            |
| --------------------------------- | ----------------- | ------------------- | ------------------------------------------------- |
| Moins de 60 kg poids super-légers | Eric Takabatake   | Adonis Diaz         | Steven Morocho Lenin Preciado                     |
| Moins de 66 kg poids mi-légers    | Daniel Cargnin    | Osniel Solis        | Tal Almog Orlando Polanco                         |
| Moins de 73 kg poids légers       | Antoine Bouchard  | Eduardo Barbosa     | Gilberto Cardoso Alonso Wong                      |
| Moins de 81 kg poids mi-moyens    | Adrian Gandia     | Eduardo Yudy Santos | Luis Angeles Sotelo Medickson del Orbe Cortorreal |
| Moins de 90 kg poids moyens       | Iván Felipe Silva | Rafael Macedo       | Colton Brown Zachary Burt                         |
| Moins de 100 kg poids mi-lourds   | Shady Elnahas     | Rafael Buzacarini   | Robert Florentino Kyle Reyes                      |
| Plus de 100 kg poids lourds       | Andy Granda       | Rafael Silva        | Marc Deschênes David Moura                        |

### Par équipes
| Épreuves    | Or     | Argent | Bronze |
| ----------- | ------ | ------ | ------ |
| Par équipes | Brésil | Cuba   | Pérou  |

## Tableau des médailles
Le tableau des médailles ne comprend que les épreuves individuelles.
| Rang  | Nation                 | Or | Argent | Bronze | Total |
| ----- | ---------------------- | -- | ------ | ------ | ----- |
| 1     | Canada                 | 4  | 0      | 3      | 7     |
| 2     | Brésil                 | 3  | 5      | 4      | 12    |
| 3     | Cuba                   | 2  | 1      | 3      | 6     |
| 4     | Équateur               | 2  | 0      | 2      | 4     |
| 5     | Porto Rico             | 1  | 1      | 0      | 2     |
| 6     | Argentine              | 1  | 0      | 2      | 3     |
| 7     | Panama                 | 1  | 0      | 0      | 1     |
| 8     | États-Unis             | 0  | 3      | 3      | 6     |
| 9     | Mexique                | 0  | 2      | 1      | 3     |
| 10    | Venezuela              | 0  | 1      | 2      | 3     |
| 11    | Brésil                 | 0  | 1      | 0      | 1     |
| 12    | Pérou                  | 0  | 0      | 3      | 3     |
| 13    | République dominicaine | 0  | 0      | 2      | 2     |
| 14    | Chili                  | 0  | 0      | 1      | 1     |
| 14    | Costa Rica             | 0  | 0      | 1      | 1     |
| Total | Total                  | 14 | 14     | 27     | 55    |